# Histoire de l'Inquisition en France
Histoire de l'Inquisition en France est un ouvrage d'Étienne-Léon de Lamothe-Langon publié en 1829 à Paris.

## Historique
Les récits atroces de cette Histoire, censée s'appuyer sur des archives encore jamais exploitées du diocèse de Toulouse, mises à la disposition de l’auteur par l’évêque Antoine Pascal Hyacinthe Sermet, furent largement repris dans bien d’autres ouvrages, en particulier en 1901 dans celui de Joseph Hansen (de), Quellen und Untersuchungen zur Geschichte des Hexenwahns und der Hexenverfolung im Mittelalter, devenu à son tour une référence.
Les ouvrages de Lamothe-Langon ont fini par jouer un rôle majeur dans l’histoire des représentations de l'Inquisition et être à l’origine d’une part importante des « connaissances » du XXe siècle sur l’Inquisition, la sorcellerie, la torture et la jurisprudence médiévale. Au début des années 1970, les historiens Norman Cohn, dans son ouvrage Europe's Inner Demons: The Demonization of Christians in Medieval Christendom et Richard Kieckhefer (en), dans European Witch Trials: Their Foundations in Popular and Learned Culture, 1300–1500, découvrirent chacun de leur côté la supercherie.
Les prétendues archives de Lamothe-Langon n’ont jamais existé, celui-ci ne possédait pas les connaissances paléographiques nécessaires pour lire des écrits de cette époque, son livre est truffé d’anachronismes et plusieurs événements majeurs qu’il décrit ne peuvent avoir eu lieu.